# Martella pasteuri
Martella pasteuri är en spindelart som beskrevs av Galiano 1996. Martella pasteuri ingår i släktet Martella och familjen hoppspindlar. Inga underarter finns listade i Catalogue of Life.